# 榊林銘
榊林 銘（さかきばやし めい、1989年 -）は、日本の推理作家。愛知県生まれ、東京都在住。

## 経歴・人物
名古屋大学卒業。ミステリーズ！新人賞受賞時、会社員。2015年、投稿作「十五秒」が第12回ミステリーズ！新人賞（東京創元社主催。選考委員:新保博久、法月綸太郎、米澤穂信）の佳作に入選しデビューした。

## ミステリ・ランキング
- このミステリーがすごい!
  - 2022年 - 『あと十五秒で死ぬ』12位

- 本格ミステリ・ベスト10
  - 2022年 - 『あと十五秒で死ぬ』10位
  - 2025年 - 『毒入り火刑法廷』20位

- ミステリが読みたい!
  - 2022年 - 『あと十五秒で死ぬ』15位

## 作品リスト

### 単行本
- 『あと十五秒で死ぬ』（2021年1月 東京創元社ミステリ・フロンティア / 2023年8月 創元推理文庫）
  - 収録作品
    - 「十五秒」 - 『ミステリーズ！』vol.74 DECEMBER 2015（2015年12月11日発売）
    - 「このあと衝撃の結末が」 - 『ミステリーズ！』vol.103 OCTOBER 2020（2020年10月9日発売）
    - 「不眠症」 - 書き下ろし
    - 「首が取れても死なない僕らの首無殺人事件」- 書き下ろし
- 『毒入り火刑法廷』（2024年2月 光文社）

### アンソロジー収録作品
「」内が榊林銘の作品
- 『ザ・ベストミステリーズ 2016 推理小説年鑑』（2016年5月 講談社）「十五秒」
  - 【改題・再編集】『ベスト8ミステリーズ2015』（2019年4月 講談社文庫）

### 単行本未収録作品
小説
- 「たのしい学習麻雀」 - 『ミステリーズ！』vol.86 DECEMBER 2017
- 「定規で線を引くように」 - 『小説 野性時代』2021年11月号
- 「自殺相談」 - 『紙魚の手帖』vol.03 FEBRUARY 2022
- 「消えたミュージシャン」 - 『小説すばる』2022年8月号
- 「『昭和ふしぎ探訪』 愛蔵版に寄せて」 - 『紙魚の手帖』vol.07 OCTOBER 2022

エッセイなど
- 「ダイイング・メッセージとろくろ首」 - 『別冊文藝春秋』2021年5月号
- 「私の黒歴史」 - 『小説 野性時代』2021年5月号

## 映像化作品
- 土曜プレミアム『世にも奇妙な物語'21 夏の特別編』「あと15秒で死ぬ」（フジテレビ系列、2021年6月26日放送） - 原作：「十五秒」